# Исидор Харакский
Иси́дор Харакский (др.-греч. Ισίδωρος ο Χαρακηνός, лат. Isidorus Characenus) — древнегреческий писатель, хорограф и историк, приблизительно времени правления римского императора Октавиана Августа.

## Биография
Исидор жил, вероятно, в I веке до н. э. — I веке н. э. Он был подданным Парфянской державы и происходил из города Спасину-Харакс в Харакене, расположенного в нижней Месопотамии, рядом с Сузианой. Исидор, судя по его сочинениям, был хорошо по-эллински образован, и обладал обширными знаниями по географии и истории.

## Сочинения
Исидор писал свои сочинения на греческом языке. Из его наследия полностью сохранился путевой дорожник «Парфянские стоянки» («Σταθμοί Παρθικοί»), который обычно публикуется вместе с другими так называемыми «малыми греческими географами». При этом, возможно, что это только краткое изложение (эпитома) какой-то более значительной работы Исидора с тем же названием.
«Исидор Харакский, автор произведения „Парфянские стоянки“, дал описание двух главных „царских дорог“, связывавших различные районы Парфии. Есть мнение, что эта работа написана специально для одного из полководцев Римской империи при подготовке римлян к очередной войне с парфянами. Исидор отмечает расстояния между крупнейшими населенными пунктами, сообщает о наиболее значительных городах и деревнях, иногда указывает и местные достопримечательности. Упоминаются основные области Парфянского государства, даётся краткое их описание».
Помимо этого, Исидор несколько раз упоминается древнеримским писателем-эрудитом Гаем Плинием Старшим (I век н. э.) в числе географических источников его обширного труда «Естественная история» («Naturalis historia»). Всего Плиний делает 14 выписок из какого-то географического труда Исидора, который теперь принято условно называть «Объезд Ойкумены» («Περίπλους της Οἰκουμένης»).
Затем древнегреческий писатель-сатирик и философ Лукиан Самосатский в своём сочинении «Долговечные» («Μακρόβιοι». Гл. 15, 16 и 17) даёт небольшие выдержки из не названного им произведения Исидора, именуемого здесь историком. Предположительно, речь идёт не об упомянутом ранее его «Описании Парфии», а о специальном историческом сочинении. Лукиана как эрудита и антиквара привлекли сведения о долголетних правителях, которые он собрал в отдельной работе. И, в частности, по Исидору, он рассказывает о некоторых царях разных стран: ахемениде Артаксерксе II Мнемоне (Памятливом), Артаксерксе персидском (Ардахшире II из династии подчинённых Арсакидам царей Персиды), убитого Госитром (Γωσίθρος), Санатруке парфянском, Тигране II армянском; трёх правителях Харакены — Гиспаосине, Тирее II и Артабазе, и Камнаскире парфянском (одном из правителей Элимаиды); затем о Массиниссе мавританском, Асандре I боспорском и Гоэсе (Γοαισὸς) оманском.
Лукиан писал: «15. Артаксеркс, прозванный «Памятливым», против которого пошёл войной брат его Кир, скончался царем персов от недуга в возрасте восьмидесяти шести или, если следовать Динону, девяноста четырех лет отроду.
Другой Артаксеркс, царь персидский, о котором Исидор, историк из Харакса, говорит, что он был царём над предшествующим ему, Исидору, поколением, после девяноста трех лет жизни был вероломно убит собственным братом, коварным Госифром. Синатрук, парфянский царь, возвращенный на царство сакавракскими скифами, когда ему уже минуло восемьдесят лет, принял власть и царствовал ещё семь лет. Царь Армении Тигран, с которым воевал Лукулл, умер от болезни восьмидесяти пяти лет.
16. Гиспаусин, царь Харакса и местностей, прилегающих к Красному морю, имел восемьдесят пять лет, когда, заболевши, скончался. Тирей, третий после Гиспаусина царь, умер, тоже от болезни, на девяносто третьем году; а седьмой после Тирея царь Артабаз воцарился, возвращенный парфянами, в возрасте восьмидесяти шести лет. Камнаскир же, царь парфян, прожил целых девяносто шесть лет.
17. Жизнь Массиниссы, царя Мавритании, длилась девяносто лет. Азандр, которого божественный Август сделал из простого князька царем Боспора, насчитывая уже девяносто лет, оказывался не хуже любого молодого и в конном, и в пешем бою. Однако, когда он увидел своих переходящими во время битвы на сторону Скрибония, он отказался от пищи и скончался, прожив девяносто три года. Наконец, Гоэс, царствовавший, по словам Исидора харакского, в его время над оманами Счастливой Аравии, скончался от недуга на сто пятнадцатом году от рождения».
Также у древнегреческого философа Атенея Навкратийского (конц II века н. э.) в книге «Пирующие софисты» («Δειπνοσοφισταί». Кн. III, гл. 46) сохранился отрывок из большого географического сочинения Исидора «Описание Парфии» («Путешествие вокруг Парфии», «Парфянская периэгетика», «Τὸ τῆς Παρθίας περιηγητικόν»). Взятая Атенеем из какого-то странового землеописания Исидора выдержка обычно не включается в текст его «Парфянских стоянок». Она является описанием древнейшего способа ловли жемчуга на неназванном острове в Персидском заливе. Речь, несомненно, идёт древнем Тилосе (современном Бахрейне).
Атеней писал: «46. Исидор из Харакса в своем «Описании Парфии» говорит, что в Персидском море есть остров, возле которого находят очень много жемчуга. Поэтому вокруг острова сделали мостки из тростника, и люди ныряют с них на глубину двадцати саженей за двустворчатыми раковинами...». И далее следует подробнейшее описание моллюсков и их промысла.
Ещё об Исидоре сохранились краткие упоминания у географа Маркиана Гераклейского из Вифинии (около V века н. э.) в его «Эпитоме» и историка Гесихия Милетского (начало VI века) в его словаре «Ономатолог».